# Liga NSO Županja 1982./83.
'"Liga Nogometnog saveza općine Županja", također i kao "Liga NSO Županja", "Općinska nogometna liga Županja" za sezonu 1982./83. je bila liga šestog stupnja nogometnog prvenstva Jugoslavije. 
 
Sudjelovalo je 13 klubova, a prvak je bio klub "Šokadija" iz Babine Grede. 

## Ljestvica
| mj. | klub                      | ut. | pob. | ner. | por. | gol+ | gol- | bod |
| --- | ------------------------- | --- | ---- | ---- | ---- | ---- | ---- | --- |
| 1.  | Šokadija Babina Greda     | 24  | 20   | 2    | 2    | 88   | 22   | 42  |
| 2.  | Borac Drenovci            | 24  | 14   | 4    | 6    | 71   | 43   | 32  |
| 3.  | Slavonija Soljani         | 24  | 14   | 4    | 6    | 64   | 49   | 32  |
| 4.  | Slavonac Gradište         | 24  | 13   | 2    | 9    | 56   | 40   | 28  |
| 5.  | Sloga Štitar              | 24  | 9    | 9    | 6    | 53   | 48   | 27  |
| 6.  | RAŠK Rajevo Selo          | 24  | 11   | 4    | 9    | 63   | 52   | 26  |
| 7.  | Mladost Đurići            | 24  | 10   | 5    | 9    | 63   | 53   | 25  |
| 8.  | Sloga Račinovci           | 24  | 10   | 5    | 9    | 35   | 40   | 25  |
| 9.  | Krajišnik Vrbanja         | 24  | 8    | 7    | 9    | 45   | 52   | 23  |
| 10. | Posavac Posavski Podgajci | 24  | 7    | 6    | 11   | 43   | 36   | 20  |
| 11. | Pionir Županja            | 24  | 8    | 3    | 13   | 40   | 62   | 19  |
| 12. | Budućnost Šiškovci        | 24  | 1    | 5    | 18   | 30   | 85   | 7   |
| 13. | Srijemac Strošinci        | 24  | 2    | 2    | 20   | 13   | 82   | 6   |

## Rezultatska križaljka
| kratica | klub                      | BOR | BUD | KRA | MLA | PIO | POS | RAŠK | SLAVA | SLAVI | SLOR | SLOŠ | SRI | ŠOK |
| --- | ------------------------- | --- | --- | --- | --- | --- | --- | ---- | ----- | ----- | ---- | ---- | --- | --- |
| BOR | Borac Drenovci            |     |     |     |     |     |     |      |       |       |      |      |     |     |
| BUD | Budućnost Šiškovci        |     |     |     |     |     |     |      |       |       |      |      |     |     |
| KRA | Krajišnik Vrbanja         |     |     |     |     |     |     |      |       |       |      |      |     |     |
| MLA | Mladost Đurići            |     |     |     |     |     |     |      |       |       |      |      |     |     |
| PIO | Pionir Županja            |     |     |     |     |     |     |      |       |       |      |      |     |     |
| POS | Posavac Posavski Podgajci |     |     |     |     |     |     |      |       |       |      |      |     |     |
| RAŠK | RAŠK Rajevo Selo          |     |     |     |     |     |     |      |       |       |      |      |     |     |
| SLAVA | Slavonac Gradište         |     |     |     |     |     |     |      |       |       |      |      |     |     |
| SLAVI | Slavonija Soljani         |     |     |     |     |     |     |      |       |       |      |      |     |     |
| SLOR | Sloga Račinovci           |     |     |     |     |     |     |      |       |       |      |      |     |     |
| SLOŠ | Sloga Štitar              |     |     |     |     |     |     |      |       |       |      |      |     |     |
| SRI | Srijemac Strošinci        |     |     |     |     |     |     |      |       |       |      |      |     |     |
| ŠOK | Šokadija Babina Greda     |     |     |     |     |     |     |      |       |       |      |      |     |     |
| |                           |     |     |     |     |     |     |      |       |       |      |      |     |     |
| podebljan rezultat - utakmice od 1. do 13. kola (1. utakmica između klubova) rezultat normalne debljine - utakmice od 14. do 26. kola (2. utakmica između klubova) rezultat nakošen - nije vidljiv redoslijed odigravanja međusobnih utakmica iz dostupnih izvora rezultat smanjen * - iz dostupnih izvora nije uočljiv domaćin susreta prekrižen rezultat - poništena ili brisana utakmica p - utakmica prekinuta 3:0 p.f. / 0:3 p.f. - rezultat 3:0 bez borbe |                           |     |     |     |     |     |     |      |       |       |      |      |     |     |

 Izvori:

## Unutrašnje poveznice
- Slavonska zona - Posavska skupina - Istok 1982./83.